# カール・グスタフ・ヤコブ・ヤコビ
カール・グスタフ・ヤコブ・ヤコビ（Carl Gustav Jacob Jacobi, 1804年12月10日 - 1851年2月18日）は、ドイツの数学者。

## 生涯
1804年、ユダヤ人の家系に出生。ベルリン大学で学び、1825年に哲学博士の学位を得た。学位論文は部分分数の理論についての解析的なものであった。
1827年にケーニヒスベルク大学で数学の員外教授となり、1829年には正教授に就任。1842年までその座にあったが、1843年に過労で倒れ、療養のために数か月間イタリアで過ごした。帰国後はベルリンに滞在し、国王から年金を受けて一生を過ごした。

## 功績
1829年、楕円関数に関する古典的論文を著した。この業績は2階の運動エネルギー方程式を積分する際の必要性から、数理物理学にとって大変重要である。回転系の運動方程式が可積分系となるのは楕円関数として記述可能な三つの場合のみで、それは「振り子」「重力場内の対称こま」そして「自由回転体」である。
楕円関数の研究途上におけるニールス・アーベルとの競争は、二人の天才が同時期に同じ研究テーマにおいて火花を散らした例として有名である。結局アーベルが一歩先んじたかたちであり、ヤコビも彼の論文を絶賛したが、惜しくも1829年4月にアーベルは死去。その後はヤコビがアーベルの研究を引き継いで発展させた。
ヤコビはまた、楕円関数を数論に応用してジョゼフ＝ルイ・ラグランジュの四平方定理（ピエール・ド・フェルマーの多角数定理における四角数の場合）を精密にしたヤコビの四平方定理を得た。しばしば超幾何級数の研究に応用されるヤコビのテータ関数は、彼にちなみ名づけられたものである。
彼の最も重要な論文『楕円関数論の新たなる基礎』（Fundamenta nova theoriae functionum ellipticarum, ケーニヒスベルク大学、1829年）や後に『クレレ誌』に掲載された論文で示された楕円関数についての研究は、数学に新たな地平を切り開き、とりわけ彼のテータ関数に関する成果は彼の解析学における最も重要な発見である。また、ヤコビの最終乗式の理論を白眉とする微分方程式に関する研究は、R・F・A・クレプシュが編纂した彼の講義集 Vorlesungen über Dynamik（ベルリン、1866年）に完全な形で収められている。
ヤコビが関心を向けていたのは主に解析学ではあったが、他の数学分野においても多くの重要な貢献を成しており、行列式の理論における創始者の一人にも数えられる。特に、n 個の独立変数をもつ与えられた n 個の関数の n2 個の微分係数の成す関数行列式を考案した。それは現在彼の名をとってヤコビアンと呼ばれ、多くの解析学の研究で重要な役割を演じている。
1835年の論文でヤコビは次のことを証明した。
もしも複素一変数の一価関数が周期的であるならば、周期同士の比は実数ではなく、また二つよりも多くの周期を持ち得ない。
ヤコビは一般の五次方程式を次の形に簡約化した。
{\displaystyle x^{5}-10q^{2}x=p.}
アーベル関数に関する論文や、数論分野での研究もその価値を認められており、後者については主にカール・フリードリヒ・ガウスの業績を補完するものである。
惑星の運動など特定の力学に関する諸問題にも、折々に同様の関心を向けている。天体力学に力を注いでいた1836年に、ヤコビは恒星座標系に対してヤコビ積分を導入した。
彼が亡くなったときは大量の原稿が残されていた。その一部はしばらくして『クレレ・ジャーナル』に掲載されている。彼の他の仕事には、Comnienlatio de transformatione integralis duplicis indefiniti in formam simpliciorem（1832年）、Canon arithmeticus（1839年）、Opuscula mathematica（1846年 - 1857年）などがある。ベルリン大学の手で業績集 Gesammelte Werke が1881年 - 1891年に刊行されている。特に広く知られた仕事には解析力学におけるハミルトン-ヤコビ方程式がある。
大学などの高等教育機関において解析学や微分方程式を学習する際にはしばしば関数行列式（ヤコビアン）に遭遇し、ベクトル理論を学習する際にはしばしばヤコビ恒等式に遭遇することとなる。そうして数論や暗号学の分野の研究者はヤコビ記号を使うのである。

## 論文集
- C.G.J. Jacobi's Gesammelte Werke - 第 1 巻 - Google ブックス
- C.G.J. Jacobi's Gesammelte Werke - 第 2 巻 - Google ブックス
- C.G.J. Jacobi's Gesammelte Werke - 第 3 巻 - Google ブックス
- C.G.J. Jacobi's Gesammelte Werke - 第 4 巻 - Google ブックス
- C.G.J. Jacobi's Gesammelte Werke - 第 5 巻 - Google ブックス
- C.G.J. Jacobi's Gesammelte Werke - 第 6 巻 - Google ブックス
- C.G.J. Jacobi's Gesammelte Werke - 第 7 巻 - Google ブックス
- C.G.J. Jacobi's Gesammelte Werke - Supplement - Google ブックス